# 鰲磡
鰲磡（英語：Ngau Hom）是一條位於香港新界元朗區流浮山的鄉村。

## 行政區劃
鰲磡是新界小型屋宇政策下其中一條認可鄉村。在選舉劃分上，該村被劃為屏山北選區，現時議席懸空（前任區議員為楊家安）。

## 外部連結
- 居民代表選舉鰲磡村（屏山）的劃定現有鄉村範圍（2019至2022年）

22°27′53″N 113°59′20″E / 22.464855°N 113.988756°E